# Elaine Smith

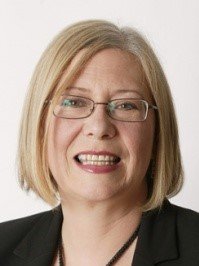
Elaine Smith

Elaine Smith (* 7. Mai 1963 in Coatbridge) ist eine schottische Politikerin und Mitglied der Labour Party.

## Leben
Smith besuchte die St Patricks High School in Coatbridge. Sie erlangte einen Bachelor-Abschluss in Ökonomie und Politik und ließ sich anschließend zum Lehrer ausbilden. Sie arbeitete dann im kommunalpolitischen Bereich und lehrte an verschiedenen Schulen. Smith ist verheiratet und Mutter eines Sohnes.

## Politischer Werdegang
Bei den Schottischen Parlamentswahlen 1999 gewann Elaine Smith das Direktmandat ihres Wahlkreises Coatbridge and Chryston und verteidigte ihr Mandat in den Parlamentswahlen 2003, 2007 und 2011.